# DarkMarket
DarkMarket était un forum anglophone du cybercrime, découvert sur internet par le FBI à Pittsburgh, Pennsylvanie.
Le site web permettait aux acheteurs et vendeurs d'identités et de cartes de crédit volées de se rencontrer et de procéder à des échanges criminels dans un environnement entrepreneurial  sur un mode de parité. Selon le FBI, il eut en pointe jusqu'à 2500 utilisateurs. Le site était exploité par une équipe de sept agents cybercriminels basés à la National Cyber-Forensics and Training Alliance (en), à Pittsburgh, et visait une communauté criminelle partiellement basée en Grande-Bretagne